# Dorfkirche Gerstenberg

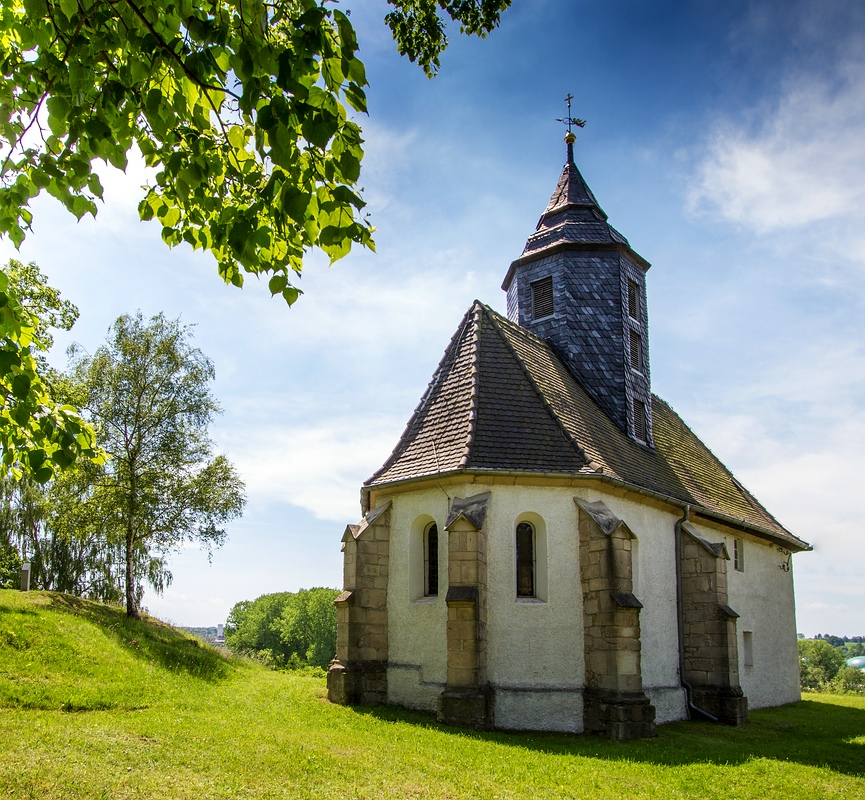
Die Kirche

Die evangelisch-lutherische Dorfkirche Gerstenberg steht in der Gemeinde Gerstenberg im Landkreis Altenburger Land in Thüringen. Die dazugehörige Kirchengemeinde Treben-Gerstenberg gehört zum Evangelisch-Lutherischen Pfarrbereich Altenburg-Rasephas – Altenburg-Zschernitzsch – Treben im Kirchenkreis Altenburger Land der Evangelischen Kirche in Mitteldeutschland.

## Geschichte

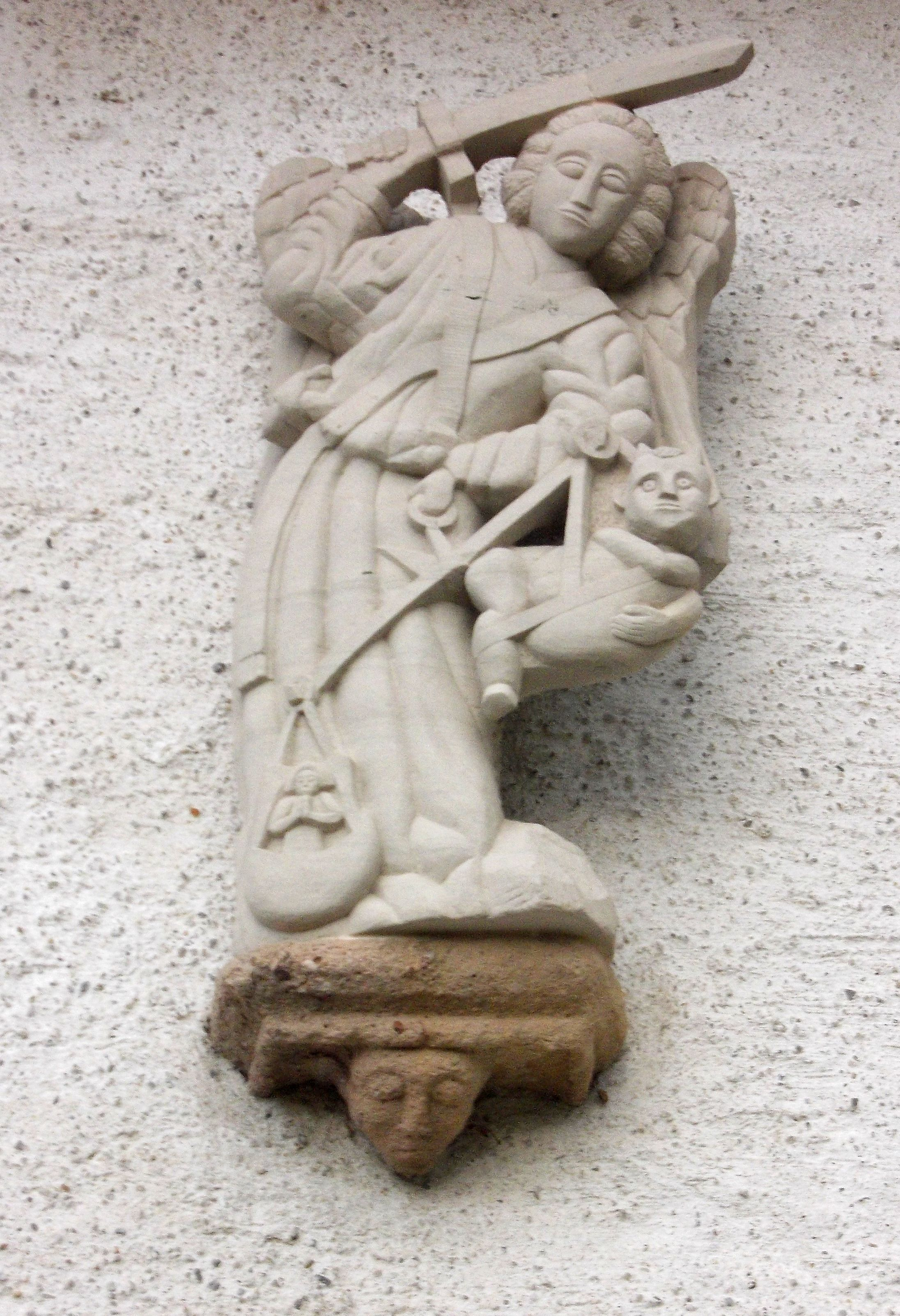
Statue des Erzengels Michael an der Kirche

Die auf dem markanten Bergsporn Kirchberg steil über dem Gerstenbergbachtal stehende Kapelle ist weithin sichtbar.
1227 wurde die kleine slawische Siedlung Gerstenberg erstmals urkundlich erwähnt. Die ritterliche Familie derer von Gerstenberg prägte diese ökonomisch und politisch bis 1450, ehe sie 1710 ganz erlosch. An Stelle einer slawischen Burg errichtete man 1100 eine Kapelle auf der sicheren Anhöhe. Sie war dem Heiligen Michael geweiht, wovon noch heute eine steinerne Statue an der südlichen Fassade zeugt.
1472 wurde diese Kapelle vergrößert. Im Zuge der Reformation wurde das Gebäude unter Beibehaltung des Patroziniums zur evangelisch-lutherischen Dorfkirche umgewidmet. Besonders das 18. und 19. Jahrhundert brachten weitere bauliche Veränderungen: den Anbau einer Sakristei 1718 an der Südseite, ebenfalls südlich eine Freitreppe als Zugang zu der Anfang des 19. Jahrhunderts ergänzten hölzernen Empore, den unten beschriebenen Dachreiter 1818.
1822 wurde das Gewölbe des Chors analog zu der bereits 1636 eingezogenen Holzdecke des Kirchenschiffs mit einer Gipsflachdecke verschlossen. Aus demselben Jahr stammt die siebenregistrige Orgel mit zwei Manualen und Pedal eines Weimarer Orgelbauers. Zuvor stand der Gemeinde nur ein 1743 aus Pöschwitz verschenktes Orgelpositiv zur Verfügung. Der nach Blitzeinschlägen im 18. Jahrhundert ersetzte Kirchturm wurde 1866 restauriert und erhielt dabei zwei neue Glocken.

## Architektur
Die einschiffige Hallenkirche mit Dreiachtelchor ist hell verputzt. Der Chor, in dem sich drei hohe Arkadenfenster öffnen, wird außen von fünf auffallend kräftigen Strebepfeilern aus rohen Feldsteinen gestützt. Dem Satteldach sitzt ein schieferverkleideter Dachreiter mit achteckigem Grundriss auf, der von einer gestuften Spitzhaube bekrönt wird.

## Silberschatz
1843 wurde unter der Erde bei Grabungen ein Silberschatz mit 800 Münzen aus dem 12. Jahrhundert gefunden.